# 胤
胤（?—?），夏朝人，胤国君主，又作胤侯。
后羿夺得权位后并没有称王，而是把太康之弟中康立为王。但事实上国事全由羿来治理。此举引起不少部落的不满。其中主持天象活动的和氏与羲氏公开反对。此时夏朝都于斟寻（今河南登封西北）。羲氏、和氏是夏朝掌管天文历法的职官，被派驻远方观测天象，制作历法，预报重大天文情况。羿说他们擅离职守，跑回私邑，沉湎饮酒，昏迷天象，搞乱了历法，没有能预报日食。于是派胤率军前往攻打羲和二氏，战前，胤侯组编军队进行动员，作誓师辞《胤征》。指挥大军击败了羲氏、和氏，在战中取胜。胤之子伯靡。